# Дорпер (вівця)
Дорпер — це порода вівці, яка походить із Південної Африки. Виведена в 1930 рр. із порід Дорсет Горн і Перської чорноголової (Сомалійської вівці).

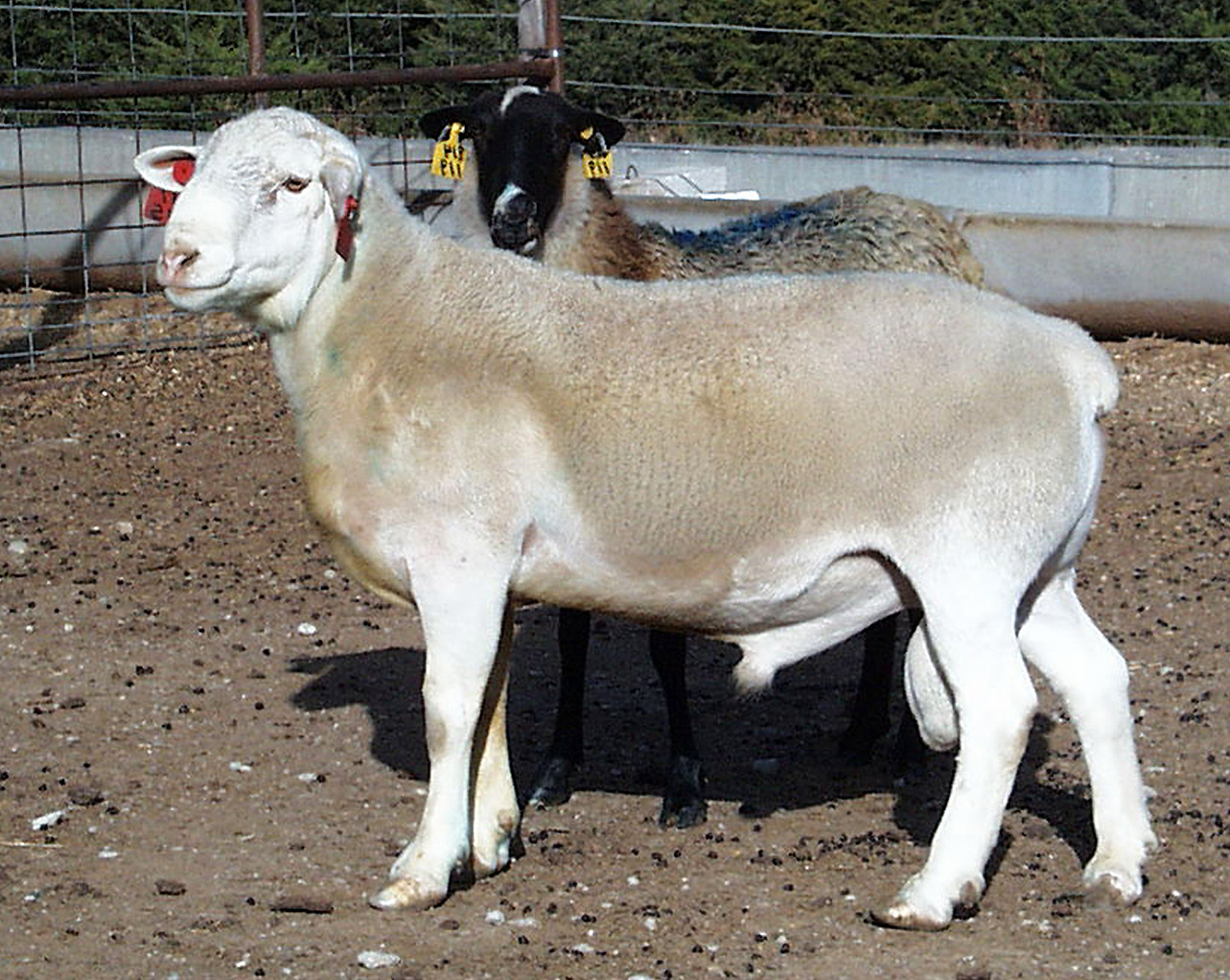
Білоголовий баран породи Дорпер (з Романовською вівцею на задньому плані)

Назва вівці Дорпер походить із поєднання перших літер обох вихідних порід овець(Дорсет Горн Перської чорноголової). Метою виведення даної породи було адаптація її до посушливих умов регіону. Дана порода відзначається швидким набором ваги, належить до м'ясних порід і зовсім невибаглива.